# Jean-Pierre Frantzen
Jean-Pierre Frantzen (* 9. Mai 1890 in Stadt Luxemburg; † 23. November 1957 ebenda) war ein luxemburgischer Turner.

## Karriere
Frantzen turnte für den Verein Société de Gymnastique Grund aus Grund. Im Januar 1912 bei der ersten nationalen Vorausscheidung für die Olympischen Sommerspiele belegte Adam mit 38,25 von 50 möglichen Punkten den fünfzehnten Rang unter 28 Teilnehmern. Nach den Ausscheidungskämpfen im Juni 1912 nominierte der Allgemeine Luxemburger Turnverband sechzehn Turner, Frantzen wurde zunächst als Ersatzturner benannt.
Bei den Olympischen Spielen, die im Juli 1912 im schwedischen Stockholm ausgetragen wurden, erreichte die luxemburgische Turnriege um Nicolas Adam, Charles Behm, André Bordang, Jean-Pierre Frantzen, Michel Hemmerling, François Hentges, Pierre Hentges, Jean-Baptiste Horn, Nicolas Kanivé, Émile Knepper, Nicolas Kummer, Marcel Langsam, Émile Lanners, Maurice Palgen, Jean-Pierre Thommes, François Wagner, Antoine Wehrer, Ferdinand Wirtz und Joseph Zuang im „Freien System“ den fünften und letzten Platz (81,50 von 125 möglichen Punkten). Am vierten Rang der Luxemburger beim Mannschaftsmehrkampf war Frantzen nicht beteiligt.
Frantzen war verheiratet, arbeitete als Mechaniker bei der Staatsbahn C.F.L. und verstarb im Alter von 67 Jahren im Luxemburger Stadtteil Gasperich.